# Антъни Доер
Антъни Доер (на английски: Anthony Doerr) е американски писател на произведения в жанра драма, исторически роман и документалистика.

## Биография и творчество
Антъни Доер е роден на 27 октомври 1973 г. в Кливланд, Охайо, САЩ. Там завършва частна мъжка гимназия през 1991 г. Следва в колежа „Боудойн“ в Брунсуик, Мейн, където получава магистърска степен по история през 1995 г. Получава магистърска степен по изкуства от Държавния университет „Боулинг Грийн“ в Охайо.
След дипломирането си работи в Африка и Нова Зеландия. Заедно с работата си започва да пише разкази. Първият му разказ е публикуван в списание „Атлантик“ през 2001 г.
Дебютният му сборник с разкази „Колекционерът на черупки“ (The Shell Collector) е издаден през 2002 г. За него е удостоен с множество награди: през 2002 г. получава наградата „О. Хенри“ за разказа „Жената на ловеца“, а през 2003 г. същата награда за разказа „Колекционерът на черупки“, наградите на Barnes & Noble, на Римската академия, на Охайона, и наградата Young Lion на публичната библиотека в Ню Йорк, и стипендия „Гугенхайм“. Сборникът е обявен и за книга на годината от Американската библиотечна асоциация. През 2016 г. разказът „Колекционерът на черупки“ е екранизиран в едноименния японски филм.
Първият му роман „Относно Грейс“ (About Grace) е издаден през 200 г.
През 2007 г. са издадени мемоарите му „Четири сезона в Рим“ (Four Seasons in Rome) за времето, около година, прекарано в Рим със семейството му. В периода 2007 – 2010 г. е резидент писател в щата Айдахо.
През 2008 г. получава наградата „О. Хенри“ за разказа „Село 113“.
През 2014 г. е издаден романът му „Светлината, която не виждаме“. Историята среща съдбите на Мари-Лор, която ослепява и става ключов агент на Съпротивата като радист през Втората световна война, и Вернер Пфениг, радио специалист, който е изпратен на фронта от нацистите, за да засича радиопредаванията на Съпротивата. Радиовълните свързват живота им, дълго преди те да се срещнат, а един мистериозен камък е в полезрението на Гестапо. Романът става бестселър №1 в списъка на „Ню Йорк Таймс“. Получава наградата „Пулицър“ за художествена литература за 2015 г. и с медала „Андрю Карнеги“ за 2015 г. за отлични постижения в художествената литература.
Освен художествена литература пише рубрика за научни книги за „Бостън Глоуб“ и е сътрудник на онлайн списанието „Морнинг Нюз“. Преподава и в програмата за магистърска степен по творческо писане на държавния университет в Бойзи.
Антъни Доер живее със семейството си в Бойзи, Айдахо.

## Произведения

### Самостоятелни романи
- About Grace (2004)
- All the Light We Cannot See (2014) – награда „Пулицър“
Светлината, която не виждаме, изд.: „Сиела“, София (2015), прев. Пламен Кирилов

### Сборници
- The Shell Collector (2002)
- Memory Wall (2010)

### Разкази
- The Hunter's Wife (2001)

### Документалистика
- Four Seasons in Rome (2007) – мемоари

### Екранизации
- 2016 The Shell Collector